# Naces, creces, te jodes y mueres
Naces, creces, te jodes y mueres es el segundo trabajo del grupo de punk rock español Mamá Ladilla. 
Fue publicado en el año 1998 por la discográfica RCA. Está compuesto por 15 canciones.
El título del álbum es tomado de una canción de la maqueta Directamente a la basura (1994).

## Lista de canciones
1. Letras guarras
2. Con tu bigote
3. Gilipollas
4. Chorrada militar
5. Sancho Panza del rock
6. ¡Pobre principito!
7. Moralina con patas
8. El amor no tiene edad
9. Prebostes taraos
10. Música cursi
11. Ya tardas, bastardo
12. Distancia prudencial
13. Primavera
14. Otra subnormalidad
15. Hijoputa

## Créditos
- Juan Abarca — guitarra y voz
- Llors Merino — bajo y coros
- Ferro — batería